# در دل سایه‌ها
در میانِ پنهان یا در دلِ سایه‌ها (انگلیسی: Among the Hidden) اثر مارگارت پترسون هدیکس یک رمان مخصوص نوجوانان است که در ۱ سپتامبر ۱۹۹۸ منتشر شد و اولین کتاب از مجموعه بچه‌های سایه است.
این کتاب داستان آینده‌ای خیالی را روایت می‌کند که در آن اقدامات شدیدی برای فرونشاندن جمعیت بیش از حد انجام شده است. در سال ۲۰۱۳، یکی از ده‌ها کتاب بود که در مدارس راهنمایی آمریکا تدریس می‌شد.